# Fantastic Shop
Fantastic Shop ist ein deutscher Laden und Vertrieb von strategischen Brettspielen, sogenannten Konfliktsimulationen (KoSim).
1977 gründete Werner Fuchs gemeinsam mit dem Zeitungsredakteur Bernd Holzrichter in Düsseldorf den Fantastic Shop, das erste Geschäft für Abenteuerspiele in Deutschland.
Für den deutschsprachigen Raum wurden Spiele der amerikanischen Firma Simulations Publications vertrieben, darunter Panzerarmee Afrika, Normandy, Seelöwe und Borodino. Die englischsprachigen Originalspiele wurden mit maschinengeschriebenen und dann kopierten Übersetzungen ergänzt.
Aus dem florierenden Geschäft ging 1983 der Verlag Fantasy Productions hervor.

## Spieleauswahl
- Panzerarmee Afrika
- Normandy
- Seelöwe
- Borodino, 1972

Minispiele:
- StarGate, 1979
- The Creature that ate Sheboygan: Urweltliche Monster steigen aus dem Michigansee und verwandeln eine Stadt in einen Trümmerhaufen
- Titan Strike: Im Jahr 2117 kämpfen die Europäische Gemeinschaft und die Ostasiatische Hegemonie um die Vormacht auf dem größten Saturnmond
- Vector 3: Taktische Raumschlachten dreidimensional simuliert
- Deathmaze: In einem tödlichen Labyrinth versucht eine Gruppe Abenteurer in grausigen Grüften Schätze zu bergen
- Demons: Mittelalterliches Fantasyflair im Stile Tolkiens